# Madeinusa
Pour les articles homonymes, voir Made in USA.
Pour plus de détails, voir Fiche technique et Distribution.
Madeinusa est un film hispano-péruvien réalisé par Claudia Llosa, sorti en 2006.

## Synopsis
À Manayaycuna (littéralement en quechua « lieu dans lequel on ne peut pas entrer »), village perdu dans les Andes péruviennes, les festivités de la Semaine sainte se préparent. Selon les traditions syncrétistes locales, le péché n'existe plus pendant trois jours. Madeinusa est élue « Vierge » des festivités. Son père Don Cayo, maire du village, n'attendait que ce jour pour la déflorer. Mais l'arrivée du jeune Salvador, venu de Lima, va bouleverser les choses.

## Fiche technique
- Titre : Madeinusa
- Réalisation : Claudia Llosa
- Scénario : Claudia Llosa
- Musique : Selma Mutal
- Photographie : Raúl Pérez Ureta
- Sociétés de production : Vela Producciones (Pérou), Oberón Cinematográfica (Espagne) et Wanda Visión (Espagne)
- Pays de production :  Pérou,  Espagne
- Langues originales : espagnol, quechua
- Format : couleurs
- Genre : drame
- Durée : 100 minutes
- Dates de sortie :
  - Pays-Bas : 24 janvier 2006 (Festival de Rotterdam)
  - France : 18 mars 2006 (Festival du film latino-américain de Toulouse), 11 novembre 2006 (Festival d'Arras), 29 novembre 2006 (sortie nationale)
  - Espagne : 23 mars 2006 (Festival de Malaga)

## Distribution
- Magaly Solier : Madeinusa
- Yiliana Chong : Chale
- Carlos J. de la Torre : Salvador
- Juan Ubaldo Huamán : Cayo

## Distinctions

### Récompenses
- Festival international du film de Rotterdam 2006 : Prix FIPRESCI
- Festival du cinéma latino-américain de Lima 2006 : Deuxième prix du meilleur premier film et Prix CONACINE
- Festival international du film de Mar del Plata 2006 : Prix Roberto Tato Miller du meilleure film latino-américain
- Festival Cine Ceará de Fortaleza 2006 : Meilleur scénario, meilleure photographie (Raúl Pérez Ureta)
- Festival international du film de Carthagène 2007 : Mention spéciale (Claudia Llosa), meilleure actrice (Magaly Solier)

### Sélections
- Festival du film de Sundance 2006 : Grand Prix (section World-Dramatic)
- Festival international du film de Carthagène 2007 : Meilleur film